# María Vela y Cueto

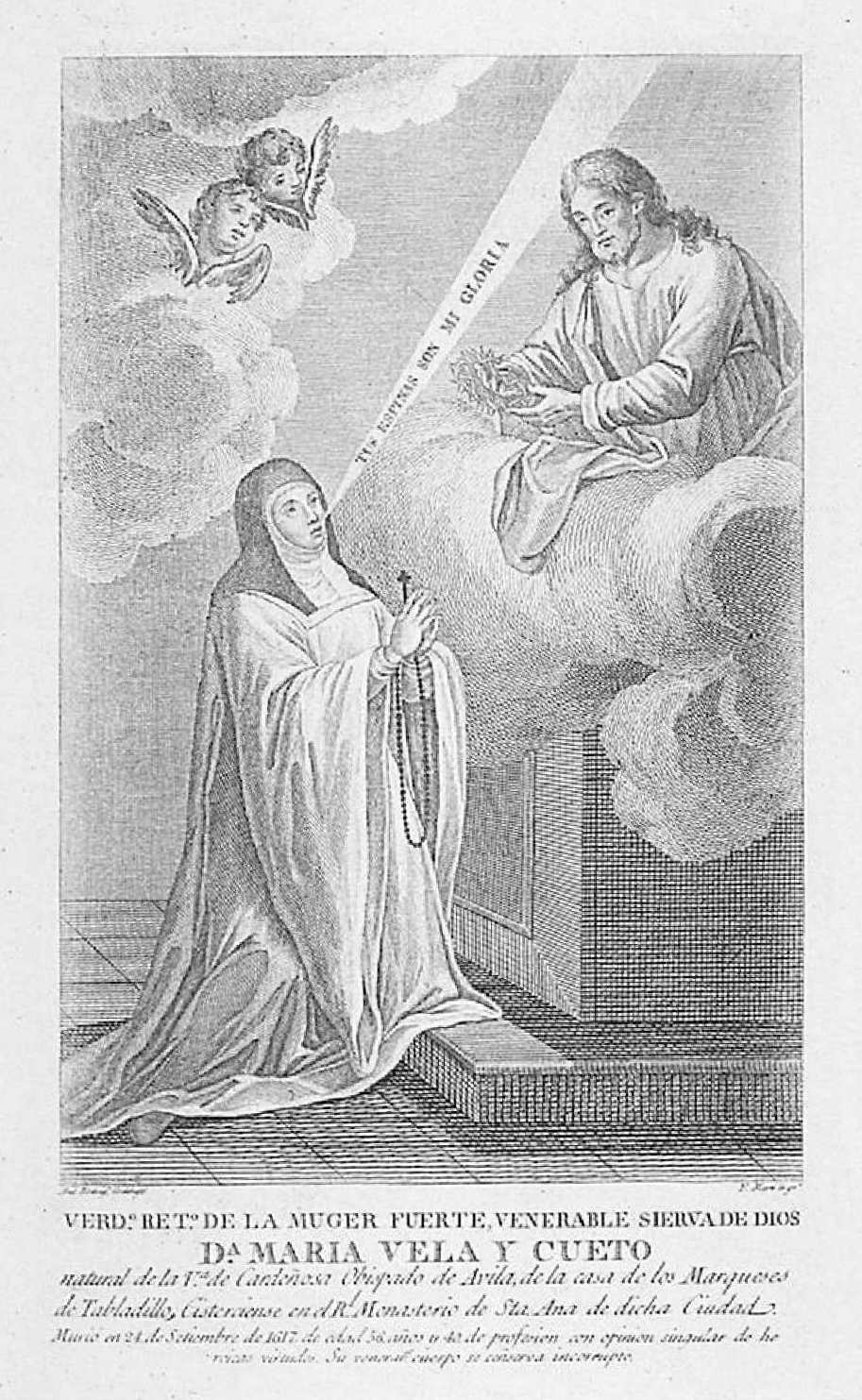
Retrato de María Vela y Cueto. Grabado de Francisco de Paula Martí según Antonio Rodríguez. Inscripción: «verd.º ret.º de la muger fuerte, venerable sierva de dios / D.ª MARIA VELA Y CUETO / natural de la V.ª de Cardeñosa Obispado de Ávila, de la casa de los Marqueses / de Tabladillo, Cisterciense en el Rl. Monasterio de Sta. Ana de dicha Ciudad. / Murió en 24 de setiembre de 1617 de edad 56 años y 40 de profesión con opinión singular de he/roicas virtudes. Su venerab.e cuerpo se conserva incorrupto».

María Vela y Cueto (Cardeñosa, 1561-Ávila, 1617) fue una monja cisterciense y escritora mística  española, profesa en el convento de Santa Ana de Ávila.

## Biografía
De familia distinguida —su abuela paterna era hija del virrey del Perú, Blasco Núñez Vela, y su padre era primo hermano del arzobispo de Burgos, Cristóbal Vela y Acuña— nació el 5 de abril de 1561 en Cardeñosa, donde sus padres, Diego Álvarez de Cueto y Ana de Aguirre, tenían casa-palacio y mayorazgo, y fue bautizada el 13 del mismo mes. Educada por su madre, que le enseñó a leer y escribir y algo de música, con quince años ingresó ayudada por su noble linaje en el convento de Santa Ana, uno de los más aristocráticos de la ciudad. Profesó, junto con su hermana mayor, Jerónima, en 1582, tras seis años de noviciado en los que había dado ya muestras de un desmedido afán de penitencias, a pesar de su delicada salud, dando con ello motivo de habladurías dentro de la comunidad y de preocupación a una tía, también monja profesa en el mismo monasterio y su abadesa. Desde el tercer año ejerció de cantora y organista, y fue muchos años maestra de novicias.
Las extenuantes penitencias que se imponía, en las que llegaba a atarse de pies y manos para dificultar el sueño, los ayunos continuos y el relato de las visiones y éxtasis que recibía en un casi permanente estado de oración, causaron alarma a algunos de sus confesores, que la trataron de loca, y provocaron el rechazo de sus compañeras de religión, que la tendrán por ilusa e hipócrita endemoniada, llegando a delatarla ante la Inquisición, que en 1603 examinó su caso, sin otra consecuencia. Por mandato de uno de sus confesores, el jesuita Francisco Salcedo, escribió un primer relato de su vida que fue analizado favorablemente, entre otros, por Luis de la Puente, pero que dará lugar a alguna controversia entre jesuitas y dominicos, menos propensos a dar crédito a la religiosa. El último de sus confesores, Miguel González Vaquero, aunque él también dominico, la mandó poner por escrito el diario de su vida, que comenzó a redactar en 1607 y con alguna interrupción completó a finales de 1610, y aprobó sin reservas la espiritualidad y modo de vida de la religiosa, que en sus últimos años parece haber llevado una vida más tranquila y mejor aceptada por sus compañeras.
Falleció el 24 de septiembre de 1617. Una multitud se agolpó de inmediato a las puertas del convento para hacerse con reliquias de la religiosa, enterrada por orden del obispo, que presidió el sepelio, no en el claustro común sino al pie del altar de la capilla de Nuestra Señora del Sol, ante la que tuvo una de sus visiones en la que el mismo Niño Jesús le ofrecía el pecho de su madre para que ella también se alimentase de su leche. Un año después apareció publicada en Madrid por la viuda de Alonso Martín su biografía, titulada La muger fuerte: por otro título, la vida de D. Maria Vela, monja de San Bernardo en el convento de Santa Ana de Ávila, escrita por el que había sido su último confesor, Miguel González Vaquero, y basada en su propia autobiografía. Obra muy leída, al menos otras tres ediciones se publicaron de ella antes de terminar el siglo, contándose entre sus lectoras Mariana de Jesús, la Santa de Quito, que anhelaba trabajos y padecimientos como los de María Vela.

## Obras
- Autobiografía y Libro de las mercedes, introducción y edición de Olegario González Hernández, Espirituales Españoles, serie A, textos 7, Barcelona, 1961.